# Coussay-les-Bois
 Coussay-les-Bois  es una población y comuna francesa, en la región de Poitou-Charentes, departamento de Vienne, en el distrito de Châtellerault y cantón de Pleumartin.

## Demografía
| 869 | 830 | 752 | 787 | 779 | 803 |
| Para los censos de 1962 a 1999 la población legal corresponde a la población sin duplicidades (Fuente: INSEE [Consultar]) |     |     |     |     |     |